# La Brée-les-Bains
La Brée-les-Bains là một xã trong tỉnh Charente-Maritime Charente-Maritime trong vùng Nouvelle-Aquitaine, tây nam nước Pháp. Xã La Brée-les-Bains nằm ở khu vực có độ cao t 0-11 mét trên mực nước biển. Xã này toạ lạc trên Île d'Oléron.